# Champuruu
Champuruu eller chanpuruu (チャンプルー) er en japansk ret fra Okinawa med grøntsager, tofu og kød eller fisk. Champuruu betyder blande eller sammenblande på Okinawa-dialekt.
På Okinawa-øerne er der opstået en særlig blanding af kulturer i de forgangne århundreder, hvor man udover den traditionelle ryukyu-kultur også finder kinesisk, japansk, sydøstasiatisk og nordamerikansk påvirkning. Derfor benytter man ofte ordet til at forklare Okinawas kultur, der da betegnes som champuruu bunka (チャンプルー文化, blandet kultur, kulturmiks). En teori er at begrebet stammer fra malaysiske eller indonesiske ord campur, der udtales på lignende måde, og som har den samme betydning.
Retten, der gælder som husmandskost, laves ved at stege forskellige ingredienser udover grøntsager og tofu. For eksempel har gooyaa champuruu bitteragurk (gooyaa) som den vigtigste bestanddel, mens tamanaa champuruu først og fremmest indeholder kål.
Der findes en lignende indonesisk ret med ris og meget tilbehør, der hedder nasi campur.